# Хенри Алберт Хартман
Хенри Алберт Хартман (фр. Henri Albert Charles Antoine Hartmann; Париз, 16. јун 1860 — Париз, 1. јануар 1952) био је признати француски хирург, професор хирургије на Медицинском факултету у Паризу и шеф хируршке клинике Отел Дју у Паризу.

## Живот и каријера
Родио се у Паризу 1860. године као син хемичара Шарла Антоана Хартмана и његове супруге, швајцаркиње Octavie Marie Anne Koenig. Стекао је образовање у Паризу, школујући се од 1882. године, као помоћник професора Теријера. Школовање за хирурга обавио је у болници Опитал Биша у Паризу, где је касније требао да постане главни хирург.
Докторирао је медицину 1887. године. Као болнички хирург радио је од 1892. године, а као професор од 1895. године, да би 1909. године преузео место шефа катедре за хирургију на Медицинском факултету у Паризу. Шеф хируршке клинике у болниици Отел Дју у Паризу постао је 1914. године и на овом положају радио је све до 1930. године, када се пензионисао, као поштовани хирург у земљи и иностранству.
Био је ожењен госпођом Lucy Jeanne Cécile Deharme, са којом није имао деце.
Преминуо је у Паризу 1952. године у дубокој старости, у 91 години живота.

## Дело
Хартманн је био један од најугледнијих хирурга у Француској и члан Медицинске академије. Највише је остао запамћен по двостепеној колектомији коју је осмислио за лечење рака дебелог црева или дивертикулитиса. Било је то 1921. године када је Хартман извео операцију која је потом требало да носи његово име. У извештају који је написао он је том приликом приказао два пацијента са опструктивним карциномом сигмоидног колона, који, након што су прво третирани проксималном колостомијом, били подвргнути ресекцији са затварањем ректалног дела попут слепог црева. Оперативни поступак описан је у Хартманновој књизи Хирургија ректума, која је објављена 1931. године.